# 메리, 퀸 오브 스코틀랜드
《메리, 퀸 오브 스코틀랜드》(영어: Mary Queen of Scots)는 2018년 개봉된 미국, 영국의 역사 드라마 영화이다. 조지 루크가 감독하고 보 윌리몬이 각본을 썼고, 존 가이의 전기 소설 'My Heart Is My Own: The Life of Mary Queen of Scots'을 원작으로 한다. 이 영화는 시얼샤 로넌, 마고 로비, 데이비드 테넌트, 잭 로던, 마틴 콤프스턴, 조 알윈, 브렌던 코일와 가이 피어스가 출연한다.
이 영화는 2018년 12월 7일 미국, 그리고 2019년 1월 18일 영국에서 개봉되었다.

## 출연진
- 시얼샤 로넌 - 메리 퀸 오브 스코츠 역, 스코틀랜드의 여왕
- 마고 로비 - 엘리자베스 1세 역, 메리 퀸 오브 스코츠의 사촌으로 잉글랜드와 아일랜드의 여왕
- 데이비드 테넌트 - 존 녹스 역, 종교 개혁가[2]
- 잭 로던 - 단리 경 역, 메리 퀸 오브 스코츠의 두 번째 남편[3]
- 마틴 콤프스턴 - 보스웰 경 역, 메리 퀸 오브 스코츠의 세 번째 남편
- 조 앨윈 - 로버트 더들리 역, 엘리자베스 여왕의 상담역 및 정부
- 브렌던 코일 - 레녹스 백작 역, 단리 경의 아버지
- 가이 피어스 - 윌리엄 세실 역, 엘리자베스 여왕의 고문
- 에이드리언 레스터 - 토머스 랜돌프 역
- 제임스 맥아들 - 머리 백작 역, 스코틀랜드의 섭정
- 마리아빅토리아 드라구스 - 메리 플레밍[4] 역, 스코틀랜드의 여자 귀족, 메리 퀸 오브 스코츠의 어린 시절 친구이자 이종 사촌
- 제마 챈 - 엘리자베스 하드윅 역, 메리 퀸 오브 스코츠의 절친이자 엘리자베스 여왕의 수호자
- 이스마엘 크루즈 코르도바 - 데이비드 리지오 역, 메리 퀸 오브 스코츠의 절친
- 에일린 오이긴스[5] - 메리 비튼 역, 메리 퀸 오브 스코츠의 수행원
- 알렉스 베켓 - 월터 마일드메이[6] 역, 잉글랜드의 국고총리
- 사이먼 러셀 빌 - 로버트 비알 역

## 제작
2012년 8월 9일, 시얼샤 로넌이 메리 퀸 오브 스코츠 역할을 연기한다고 발표 되었다. 2017년 4월 21일에 마고 로비가 엘리자베스 1세를 연기하며 영화에 합류했고, 이 영화는 2017년 여름에 본 촬영을 시작할 예정이라고 발표 되었다. 조지 루크가 감독하고 보 윌리몬이 각본을 맡는다고 발표 되었다. 영화는 존 가이의 전기 소설 My Heart Is My Own: The Life of Mary Queen of Scots을 기반으로 하고 있으며, 워킹 타이틀 필름스의 팀 베번, 에릭 펠너, 데브라 헤이워드가 제작에 참여했다.
2017년 6월 13일, 잭 로던이 단리 경 역할에, 조 알윈이 로버트 더들리 역할로 함께 발표되었다. 2017년 6월 22일, 스튜어트의 세 번째 남편인 보스웰 백작 역할에 마틴 콤프스턴이 캐스팅 되었다고 알려졌다. 2017년 6월 23일 독일계 루마니아 출신의 배우 마리아 빅토리아 드래거스가 스코틀랜드 귀족 여성이자 스튜어트의 어린 시절 친구인 메리 프레밍 역할로 영어 영화에 배우로 데뷔했다. 2017년 8월 17일, 브랜든 코일와 가이 피어스이 출연 배우로 합류했다. 2017년 8월 18일, 젬마 찬이 합류했다. 2017년 8월 22일, 이스마엘 크루즈 코르도바가 메리의 절친한 친구인 데이비드 리지오 역할에 캐스팅 되었다.
포커스 픽처스가 미국 배급의 권한을 갖고, 유니버설 픽처스에서 전 세계 배급을 맡는 것으로 알려졌다. 이 영화의 제작진에는 미국 아카데미상 수상자의 의상 디자이너 알렉산드라 바이른, 헤어와 메이크업 디자이너 제니 쉬코어, 편집 감독 크리스 디킨스, 에미상 수상자의 미술 감독 제임스 메리필드, 그리고 영국 아카데미상(BAFTA)을 받은 촬영 감독 존 매디슨이 합류했다.

## 개봉
이 영화는 2018년 12월 7일 미국과 2019년 1월 18일 영국에서 개봉되었다.